# San Donato di Fabriano
San Donato di Fabriano est une frazione de la commune de Fabriano, région des Marches, en Italie centrale.

## Origine et faits historiques
Le site était déjà occupé à l'époque romaine, mais le hameau de San Donato fut officiellement créé au VIIIe siècle par des habitants de Sentinum (cité antique dont les vestiges sont visibles à l'entrée de la ville de Sassoferrato) ayant fui leur ville, détruite consécutivement aux combats qui opposèrent Lombards et troupes franques lors de la conquête du royaume lombard par Charlemagne.
Au Moyen Âge, le village était désigné comme un  castello. Selon une chronique écrite par le père Giovanni Scevolini, de l'ordre des Prêcheurs, reproduite par Giuseppe Colucci dans son ouvrage Delle Antichità Picene", un marbre était scellé dans le mur du Castello de San Donato à la droite de la porte d'accès au village (lequel est situé sur un promontoire) attestant de la fondation de San Donato, sur lequel on pouvait lire :

« PATRIA A. LONGOBARDIS. SOLO. AEQVATA.TRVCIDATIS. SENTINATUM.COPIIS. AMISSIS. REBUS.LIBERIS.IN.SERVITVTEM. ACTIS. INFELICISSIMI.CIVES.OPPIDOLVM.SIBI. CONDIDERVNT. »

Selon le Nintoma cité par Colucci, « en 1220, Peregrino fils de Girardo de San Donato fit allégeance avec ses hommes à la commune de Fabriano ("dono al comune di Fabriano i suoi uomini" ) ».
Au XVe siècle, le site devint une Rocca, appartenant à Nolfo Chiavelli, membre de la famille dominant à l'époque Fabriano. Le marbre scellé précédemment dans le mur du Castello avait été installé au-dessus de la porte de la Rocca.
Lors de l'assassinat des hommes de la famille Chiavelli, le jour de l'Ascension de l'an 1435, par une quinzaine de conjurés, Nolfo Chiavelli séjournait à la Rocca de San Donato.

## Monuments
La porte de la Rocca existait toujours au début du XXe siècle. Le centre du village est occupé par l'église, dans laquelle on pouvait admirer un tableau d'un peintre des Marches, resté anonyme, représentant une Vierge à l'Enfant, assise sur un trône, entourée de Saint Augustin et Saint Jérôme. L'œuvre était datée de 1542.
L'église est minée par les Allemands en juillet 1944, et dans son effondrement elle entraîne la porte de la Rocca. Les vestiges de cette porte ont été incorporés dans le mur d'un bâtiment, à proximité immédiate de son ancien emplacement.
Une nouvelle église est reconstruite et inaugurée en 1952. Un cinéaste amateur a filmé la pose des nouvelles cloches, leur bénédiction et la première messe,,.
Le village fut sévèrement touché lors des séismes à répétition qui se produisirent en Italie centrale au cours de l'année 1997. La restauration est l'occasion de découvrir des dates gravées dans la pierre de certaines maisons, attestant de la date de construction (XVIe siècle).

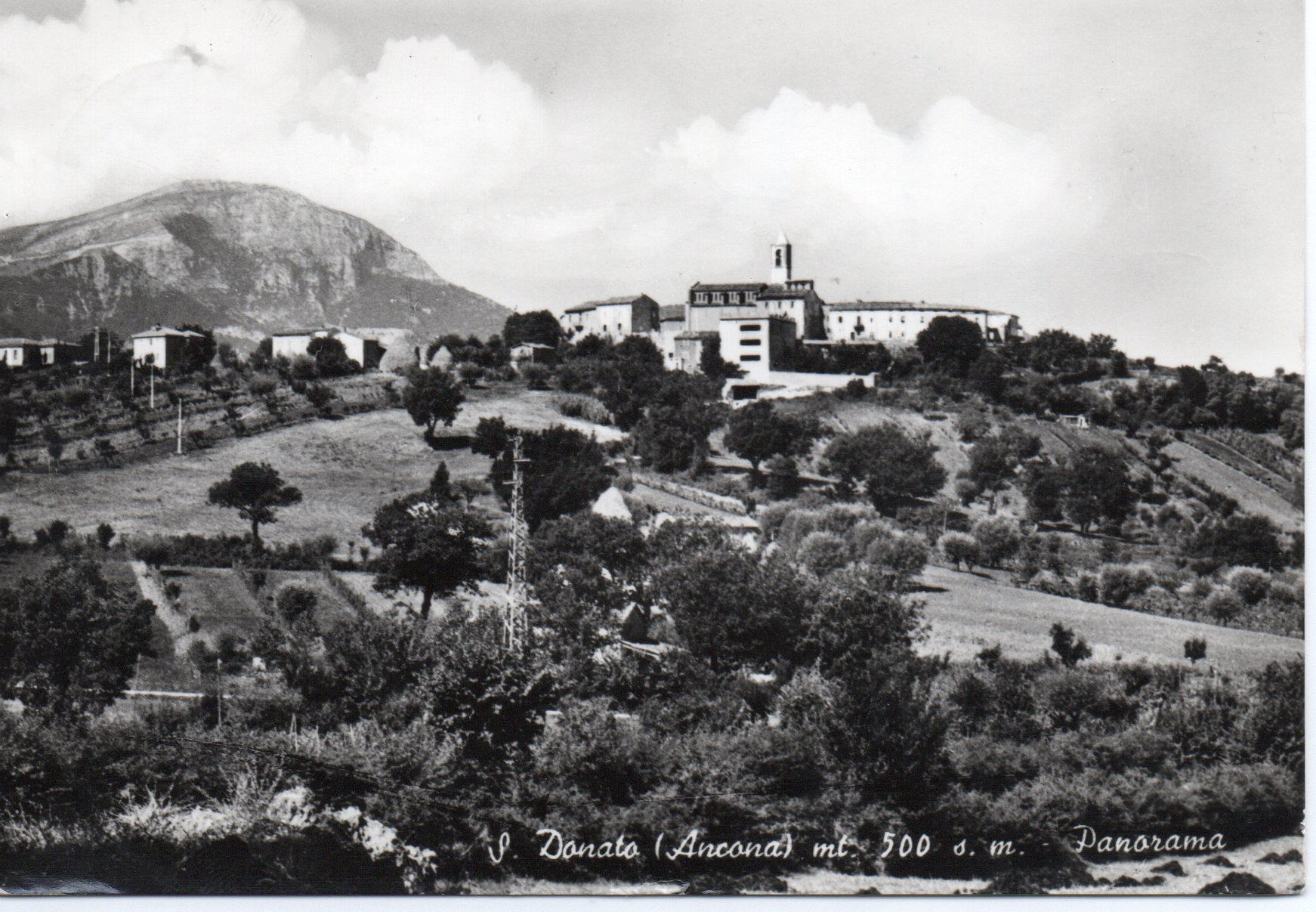
Panorama.
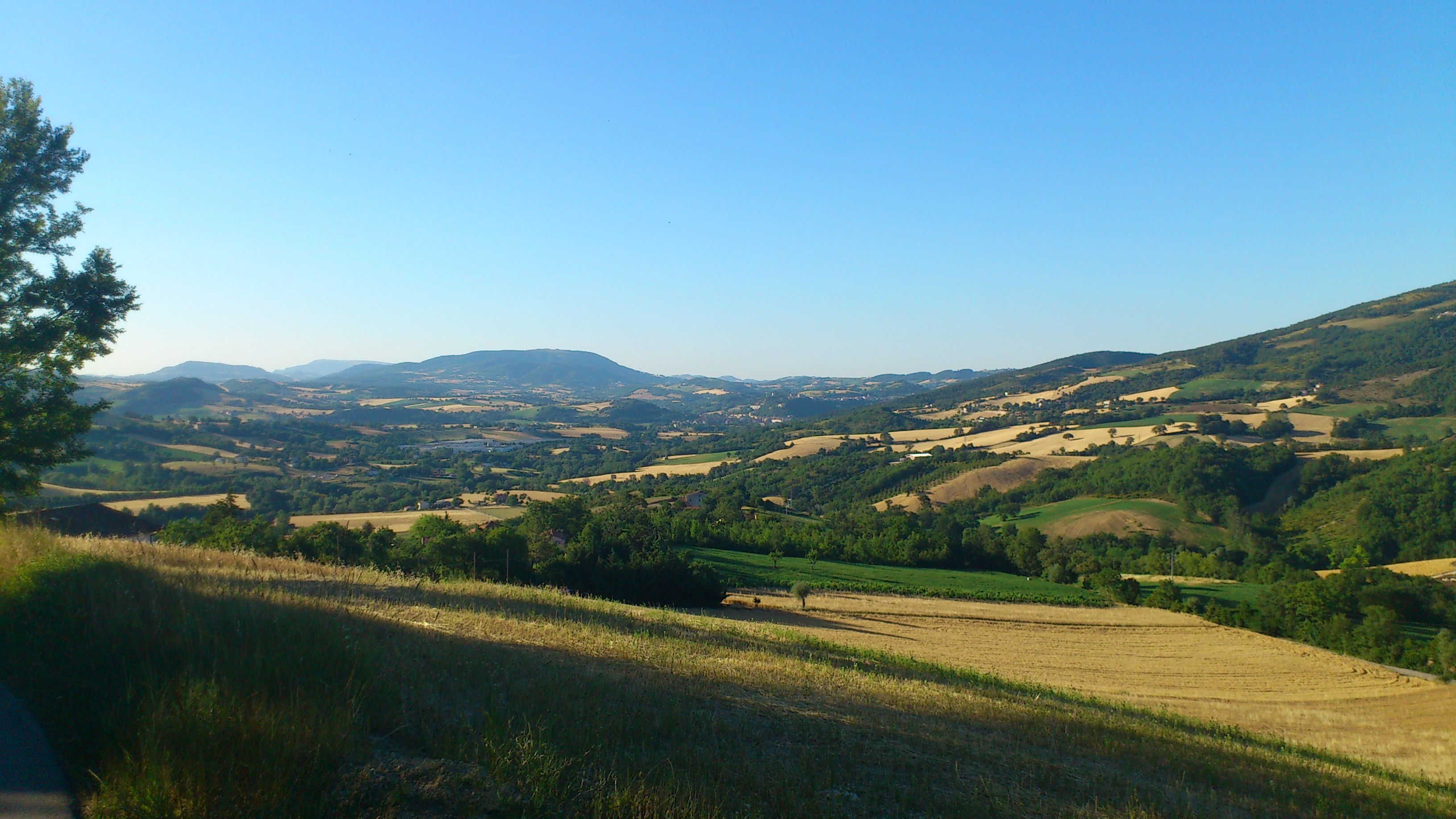
vue de la route vers Sassoferrato stazione.
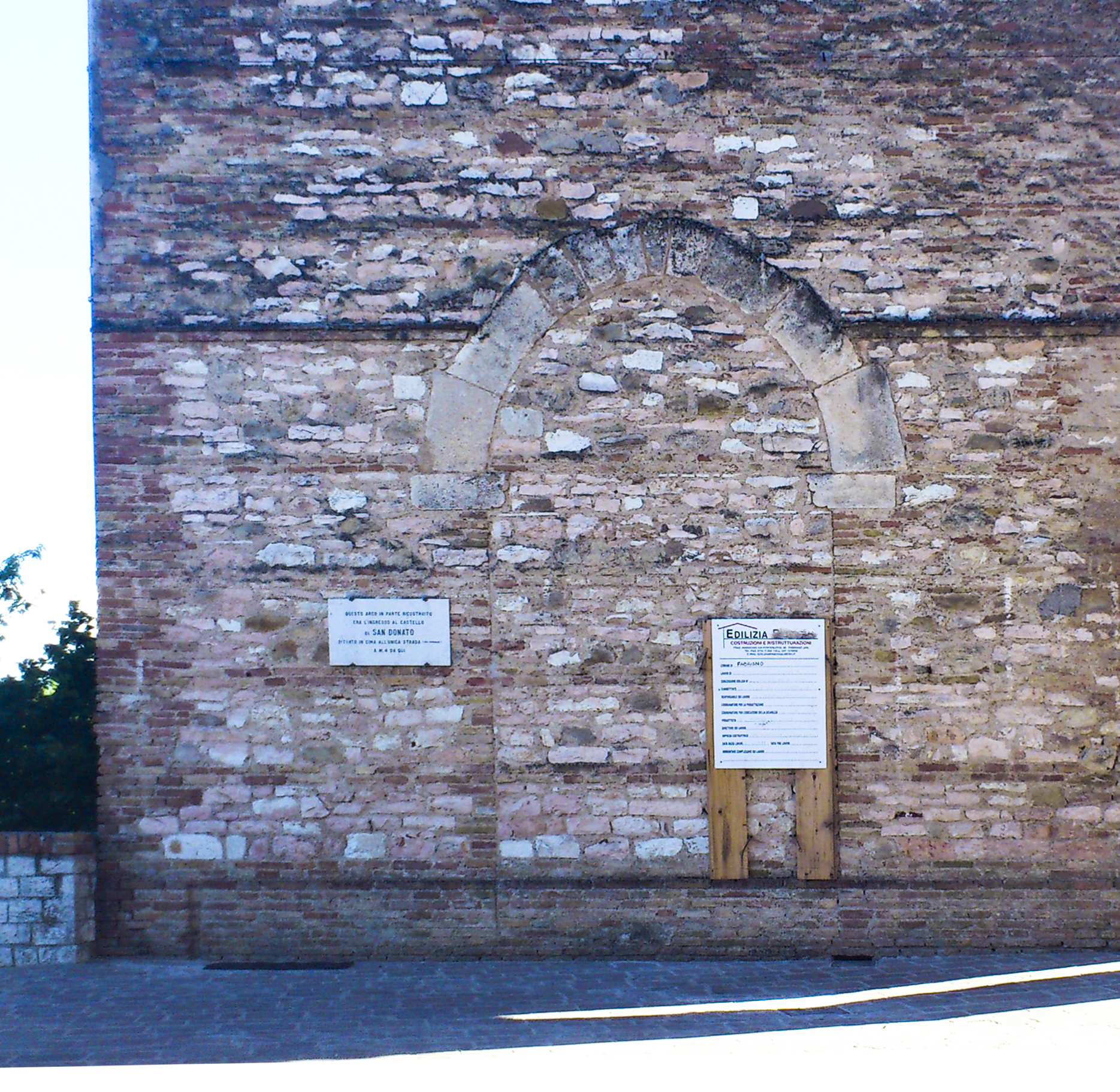
Vestiges de la porte d'entrée de la Rocca de San Donato.